# Les Diamants d'Anvers
Pour plus de détails, voir Fiche technique et Distribution.
Les Diamants d'Anvers (Der Tod eines Doppelgängers) est un film policier germano-belge réalisé en 1966 par Rolf Thiele.

## Distribution
- Jürgen Draeger : Jack
- Werner Pochath : Cutler
- Nicole Badal : Peggy
- Hedy Frick : Margareth
- Alexander Allerson : Joe
- Ivan Desny : Hoggan